# 그누질라
그누질라(Gnuzilla 또는 GNUzilla)는 GNU 프로젝트가 자유 소프트웨어의 한 시도로 만든, 모질라 애플리케이션 스위트에서 파생된 소프트웨어이다.
주요 그누질라의 포크는 GNU 아이스캣(GNU IceCat)이 있다. 원래 이름은 GNU 아이스위즐(GNU IceWeasel)이었으나, 데비안의 아이스위즐과 이름이 충돌하면서 2007년에 현재의 이름으로 변경되었다.

## 역사
| 버전        | 버전 파이어폭스 및 게코 | 출시일     | 주요 변경 사항                                                                           |
| ----------- | ----------------------- | ---------- | ---------------------------------------------------------------------------------------- |
| 2.0.0.11-g1 | 2.0.0.11                |            |                                                                                          |
| 2.0.0.12-g1 | 2.0.0.12                |            |                                                                                          |
| 3-g1        | 3.0                     | 2008-07    | 파이어폭스와의 차이: 스파이웨어 사이트의 기능을 무효화하기 위해 별도 확장 기능으로 만듦. |
| 3.0.1-g1    | 3.0.1                   | 2008-07-27 | X «-geometry» 명령 지원                                                                  |
| 3.0.2-g1    | 3.0.2                   | 2008-09-25 |                                                                                          |
| 3.0.3-g1    | 3.0.3                   | 2008-9-29  |                                                                                          |
| 3.0.4-g1    | 3.0.4                   | 2008-12-6  |                                                                                          |
| 3.0.5-g1    | 3.0.5                   | 2008-12-31 |                                                                                          |
| 3.0.6-g1    | 3.0.6                   | 2009-2-6   |                                                                                          |
| 3.0.10-g1   | 3.0.10                  | 2009-5-1   |                                                                                          |
| 3.0.11-g1   | 3.0.11                  | 2009-6-13  |                                                                                          |
| 3.5         | 3.5                     | 2009-7-12  |                                                                                          |
| 3.5.5       | 3.5.5                   | 2009-11-8  |                                                                                          |
| 3.6.16      | 3.6.16                  | 2011-3-24  |                                                                                          |
| 4.0         | 4.0                     | 2011-4-11  |                                                                                          |
| 4.0.1       | 4.0.1                   | 2011-5-7   |                                                                                          |
| 5.0         | 5.0                     | 2011-6-27  |                                                                                          |
| 5.0.1       | 5.0.1                   | 2011-8-5   |                                                                                          |
| 6.0         | 6.0                     | 2011-8-18  |                                                                                          |
| 6.0.1       | 6.0.1                   | 2011-9-1   |                                                                                          |
| 6.0.2       | 6.0.2                   | 2011-9-9   |                                                                                          |
| 7.0         | 7.0                     | 2011-10-2  |                                                                                          |
| 7.0.1       | 7.0.1                   | 2011-10-9  |                                                                                          |
| 9.0.1       | 9.0.1                   | 2011-12-28 |                                                                                          |
| 10.0        | 10.0                    | 2012-2-11  |                                                                                          |
| 13.0.1      | 13.0.1                  | 2012-7-12  |                                                                                          |
| 14.0        | 14.0                    | 2012-8-21  |                                                                                          |
| 17.0.1      | 17.0.1                  | 2012-12-1  |                                                                                          |

## 참조
1. ↑  “GNU IceCat 17.0.1 released”. 2016년 3월 3일에 원본 문서에서 보존된 문서. 2013년 7월 28일에 확인함.
2. ↑  GNUzilla and IceCat
3. ↑  Re: ice weasel
4. ↑  Giuseppe Scrivano. (27 july 2008). “GNU IceCat 3.0.1-g1”. 2013년 7월 31일에 원본 문서에서 보존된 문서. 28 july 2008에 확인함.
5. ↑  Giuseppe Scrivano. (2008년 9월 25일). “GNU IceCat-3.0.2-g1 released”. 2013년 11월 6일에 원본 문서에서 보존된 문서. 2008년 9월 26일에 확인함.
6. ↑  “Index of /gnu/gnuzilla/3.0.3-g1”. 2015년 12월 22일에 원본 문서에서 보존된 문서. 2013년 11월 3일에 확인함.
7. ↑  “Index of /gnu/gnuzilla/3.0.4-g1”. 2015년 12월 22일에 원본 문서에서 보존된 문서. 2013년 11월 3일에 확인함.
8. ↑  “Index of /gnu/gnuzilla/3.0.5-g1”. 2015년 12월 22일에 원본 문서에서 보존된 문서. 2013년 11월 3일에 확인함.
9. ↑  “Index of /gnu/gnuzilla/3.0.6-g1”. 2015년 12월 22일에 원본 문서에서 보존된 문서. 2013년 11월 3일에 확인함.
10. ↑  “Index of /gnu/gnuzilla/3.0.10-g1”. 2015년 12월 22일에 원본 문서에서 보존된 문서. 2013년 11월 3일에 확인함.
11. ↑  “Index of /gnu/gnuzilla/3.0.11-g1”. 2015년 12월 22일에 원본 문서에서 보존된 문서. 2013년 11월 3일에 확인함.
12. ↑  “Index of /gnu/gnuzilla/3.5”. 2015년 12월 22일에 원본 문서에서 보존된 문서. 2013년 11월 3일에 확인함.
13. ↑  http://ftp.gnu.org/gnu/gnuzilla/3.5.5/ 보관됨 2015-12-22 - 웨이백 머신 (ссылка проверена 8 декабря 2009)
14. ↑  “GNU IceCat 3.6.16 released.”. 2016년 3월 3일에 원본 문서에서 보존된 문서. 2013년 11월 3일에 확인함.
15. ↑  “GNU IceCat 4.0 released”. 2016년 3월 3일에 원본 문서에서 보존된 문서. 2013년 11월 3일에 확인함.
16. ↑  “GNU IceCat 4.0.1 released”. 2013년 6월 5일에 원본 문서에서 보존된 문서. 2013년 11월 3일에 확인함.
17. ↑  “GNU IceCat 5.0 released”. 2016년 3월 3일에 원본 문서에서 보존된 문서. 2013년 11월 3일에 확인함.
18. ↑  “GNU IceCat 5.0.1 released”. 2016년 3월 4일에 원본 문서에서 보존된 문서. 2013년 11월 3일에 확인함.
19. ↑  “GNU IceCat 6.0 released”. 2016년 3월 4일에 원본 문서에서 보존된 문서. 2013년 11월 3일에 확인함.
20. ↑  “GNU IceCat 6.0.1 released”. 2016년 3월 3일에 원본 문서에서 보존된 문서. 2013년 11월 3일에 확인함.
21. ↑  “GNU IceCat 6.0.2 released”. 2016년 3월 3일에 원본 문서에서 보존된 문서. 2013년 11월 3일에 확인함.
22. ↑  “GNU IceCat 7.0 released”. 2016년 3월 3일에 원본 문서에서 보존된 문서. 2013년 11월 3일에 확인함.
23. ↑  “GNU IceCat 7.0.1 released”. 2016년 3월 3일에 원본 문서에서 보존된 문서. 2013년 11월 3일에 확인함.
24. ↑  “GNU IceCat 9.0.1 released”. 2016년 3월 4일에 원본 문서에서 보존된 문서. 2013년 11월 3일에 확인함.
25. ↑  “GNU IceCat 10.0 released”. 2016년 3월 4일에 원본 문서에서 보존된 문서. 2013년 11월 3일에 확인함.
26. ↑  “GNU IceCat 13.0.1 released”. 2016년 3월 4일에 원본 문서에서 보존된 문서. 2013년 11월 3일에 확인함.
27. ↑  “GNU IceCat 14.0 released”. 2016년 3월 4일에 원본 문서에서 보존된 문서. 2013년 11월 3일에 확인함.
28. ↑  “GNU IceCat 17.0.1 released”. 2016년 3월 3일에 원본 문서에서 보존된 문서. 2013년 7월 28일에 확인함.